# Chamaeleo arabicus
Chamaeleo arabicus (лат.) — вид ящериц из семейства хамелеонов. Обитает на Аравийском полуострове (Оман и Йемен), за что получил своё видовое название, arabicus. Это яйцекладущий вид. Ведёт древесный образ жизни. Обитает в лесах, кустарниках и на пастбищах, на высоте до 1300 метров над уровнем моря. Считается видом, вызывающим наименьшие опасения.

## Внешний вид
Ящерица средних размеров длиной тела без хвоста до 23 см. Туловище уплощено с боков. На голове относительно высокий гребень с выступающими крупными затылочными долями, края которых покрыты коническими бугорками. По середине спины и брюха проходят гребни из мелких конических чешуй. Глаза крупные, почти полностью покрыты кожей, могут двигаться независимо. Ушное отверстие и барабанная перепонка отсутствуют. На задних ногах у самцов имеются шипы. Хвост цепкий, достигает 1,1 длины тела. Окраска очень разнообразна, от беловатой, желтоватой и зеленоватой до бледно-коричневой или почти чёрной. На голове и теле также имеются точки и пятна разных цветов.

## Распространение
Эндемик Аравийского полуострова, обитающий в южной его части от Адена на юго-западе Йемена до Дофара в Омане. Интродуцирован на север острова Масира.

## Образ жизни
Активен днём. Относительно многочисленный в более влажных областях, таких как плантации и сады с высокими кустарниками и деревьями. Тем не менее, вид хорошо приспособлен к жизни в сообществах с травянистой растительностью и небольшими кустарниками, а также на открытых скальных участках. Большую часть времени проводит на кустах, но его можно увидеть на земле. На открытых участках могут быстро убегать от опасности.